# Подрез, Аполлинарий Григорьевич
Аполлинарий Григорьевич Подрез (18 ноября 1852 — 9 ноября 1900) — российский врач, уролог, хирург, преподаватель, медицинский писатель. Был основоположником хирургических операций на селезёнке в России и первым в мире (в 1897 году) сделал операцию на сердце после слепого пулевого ранения (19 декабря 1897 года; наличие инородного тела в грудной полости после операции было подтверждено рентгенологически).
По окончании в 1875 году курса на медицинском факультете Харьковского университета был оставлен при кафедре профессора В. Ф. Грубе. В 1876 году отправился с санитарным отрядом в Сербию. В 1877—1878 годах участвовал в Русско-турецкой войне на азиатском театре военных действий. В 1878 году получил степень доктора медицины за диссертацию «О вытяжении нервов». С 1879 по 1883 год совершенствовался в хирургии за границей у Билльрота в Париже и Дитля в Вене. С 1883 года был приват-доцентом хирургии в Харьковском университете, а с 1897 года — ординарным профессором.
Опубликовал ряд работ по своей специальности (особенно по хирургии мочевых и половых путей), одной из основных является «Хирургические болезни мочевого и полового аппарата» (2 тома, том I в 1887, т. II в 1896 году; второе издание — I том, 1896). Другие его труды: «Значение и средства современной эндоскопии в применении к диагностике и терапии болезней мочеполового аппарата» («Русская медицина», 1884), «О применении новых оперативных методов к лечению каллёзных стриктур уретры» (там же; было переведено автором на немецкий язык), «О бленнорее мочеполового аппарата у мужчин» (там же, 1883; было переведено автором на немецкий язык), «О быстром и насильственном расширении мочевых путей у женщин при неврозах мочеполового аппарата» («Протокол Общества опытных наук при Харьковском университете», 1891), «Чрезбрюшинное сшивание мочеточника с пузырём» («Летопись русской хирургии», 1898). Был известен также многими статьями по вопросу о чревосечении и хирургии внутренних органов: «О лечении перитонита чревосечением» («Врач», 1886), «О вырезывании селезёнки у человека» («Хирургический вестник», 1887), «К вопросу о пределах чревосечений при перитонитах» («Медицина», 1891), «Влияние удаления местных бугорковых поражений на течение легочной бугорчатки» («Хирургический вестник», 1894), «Механическое расширение выхода желудка и выскабливание язвы желудка» («Врач», 1895; было переведено автором на немецкий язык), «Ό шве слизистой оболочки» («Русский хирургический архив», 1895; было переведено автором на немецкий язык), «О подкожных разрывах почки и показаниях к её удалению при повреждениях» («Медицинское обозрение», 1898).